# Ilyophis
Ilyophis – rodzaj ryb promieniopłetwych z podrodziny Ilyophinae w obrębie rodziny Synaphobranchidae.

## Rozmieszczenie geograficzne
Do rodzaju należą gatunki występujące w wodach Oceanu Atlantyckiego, Oceanu Indyjskiego i Oceanu Spokojnego.

## Morfologia
Długość ciała do 79,2 cm.

## Systematyka
Rodzaj zdefiniował w 1891 roku amerykański ichtiolog Charles Henry Gilbert w artykule poświęconym opisowi ryb węgorzokształtnych z tropikalnej części Oceanu Spokojnego, odłowionych podczas wyprawy parowca „Albatross” na zlecenie United States Fish Commission, opublikowanym w czasopiśmie Proceedings of the United States National Museum. Gatunkiem typowym jest (oryginalne oznaczenie (również monotypowe)) I. brunneus.

### Etymologia
Ilyophis: gr. ιλυς ilus, ιλυος iluos ‘błoto, szlam’; οφις ophis, οφεως opheōs ‘wąż’.

### Podział systematyczny
Do rodzaju należą następujące gatunki:
- Ilyophis arx Robins, 1976
- Ilyophis blachei Saldanha & Merrett, 1982
- Ilyophis brunneus Gilbert, 1891
- Ilyophis nigeli Shcherbachev & Sulak, 1997
- Ilyophis robinsae Sulak & Shcherbachev, 1997
- Ilyophis saldanhai Karmovskaya & Parin, 1999
- Ilyophis singularis Tashiro & Chen, 2022